# Psarocolius montezuma
Psarocolius montezuma е вид птица от семейство Трупиалови. Видът е незастрашен от изчезване.

## Разпространение
Разпространен е в Белиз, Коста Рика, Гватемала, Хондурас, Мексико, Никарагуа и Панама.